# Thomas Klein (Bürgerrechtler)
Thomas Klein (* 14. April 1948 in Berlin) ist ein DDR-Bürgerrechtler und Historiker.

## Leben
Klein absolvierte eine Ausbildung als Elektromechaniker und begann anschließend ein Mathematikstudium an der Humboldt-Universität zu Berlin. 1976 wurde er mit einer Arbeit zum Thema Sequentielle nichtdeterministische Lernsysteme promoviert. Ab 1973 war er am Zentralinstitut für Wirtschaftswissenschaften der Akademie der Wissenschaften der DDR tätig. In den 1970er Jahren schloss sich Klein oppositionellen Zirkeln an. Im September 1979 inhaftierte ihn das Ministerium für Staatssicherheit (MfS) in seiner zentralen Untersuchungshaftanstalt in Berlin-Hohenschönhausen. Es folgte eine Verurteilung zu einer Haftstrafe wegen „ungesetzlicher Verbindungsaufnahme“ (§ 219 StGB der DDR), die Klein bis Dezember 1980 in der Sonderhaftanstalt Bautzen II des MfS verbüßte. Anschließend erhielt er ein Berufsverbot in der Wissenschaft und die Zuweisung einer Stelle als Preisbearbeiter im VEB Möbelkombinat Berlin.

### Politisch-subversives Engagement bis zur Revolution 1989
Im Jahre 1987 gründete Klein mit Gleichgesinnten die Gruppe Gegenstimmen, eine Vereinigung explizit sozialistischer Oppositioneller.
In einem Bericht vom 1. Juni 1989 zählte das MfS Klein zum „harten Kern“ seiner Gegner:

„Etwa 600 Personen sind den Führungsgremien zuzuordnen, während den sogen. harten Kern eine relativ kleine Zahl fanatischer, von sogen. Sendungsbewußtsein, persönlichem Geltungsdrang und politischer Profilierungssucht getriebener, vielfach unbelehrbarer Feinde des Sozialismus bildet. Dieser Kategorie zuzuordnen sind ca. 60 Personen, u. a. die Pfarrer EPPELMANN, TSCHICHE und WONNEBERGER sowie Gerd und Ulrike POPPE, Bärbel BOHLEY und Werner FISCHER; die Personen RÜDDENKLAU, SCHULT, Dr. KLEIN und LIETZ. Sie sind die maßgeblichen Inspiratoren/Organisatoren politischer Untergrundtätigkeit und bestimmen mit ihren Verbindungen im Inland, in das westliche Ausland und zu antisozialistischen Kräften in anderen sozialistischen Staaten die konkreten Inhalte der Feindtätigkeit personeller Zusammenschlüsse und deren überregionalen Aktionsradius.“

Klein gehörte 1989 zu den Gründungsmitgliedern der Vereinigten Linken (VL).

### Wirken seit der Einheit Deutschlands
Für die Vereinigte Linke wurde Klein bei der Volkskammerwahl im März 1990 im Rahmen der Listenvereinigung Aktionsbündnis Vereinigte Linke als Spitzenkandidat aufgestellt. Obwohl die Liste nur  0,18 Prozent der Stimmen erhielt, wurde Klein damit in die Volkskammer gewählt und wurde fraktionsloser Abgeordneter. Vom Oktober bis Dezember 1990 vertrat er die Vereinigte Linke im Bundestag.

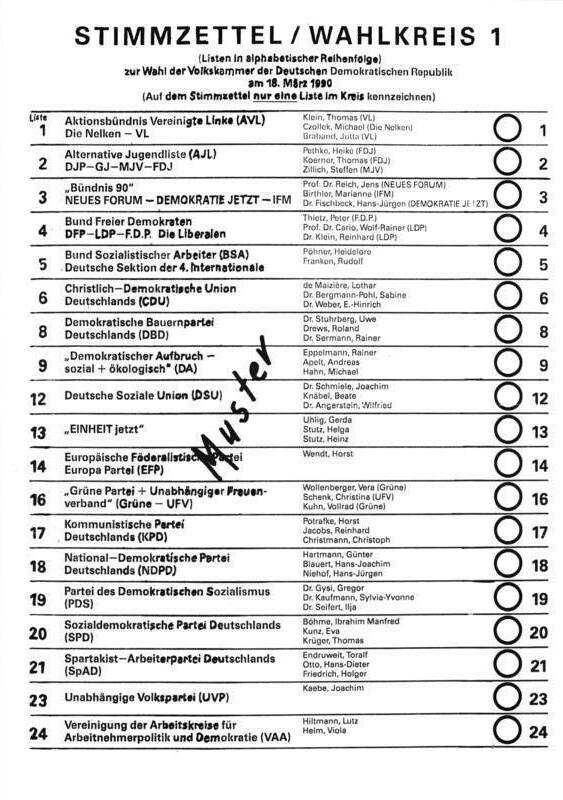
Stimmzettel zur Volkskammerwahl 1990, Thomas Klein als Kandidat für die Vereinigte Linke (Liste 1)

Nachdem er 1991/92 als Mitarbeiter im Bundestag tätig gewesen war, arbeitete er von 1996 bis 2009 als wissenschaftlicher Mitarbeiter am Zentrum für Zeithistorische Forschung (ZZF) in Potsdam, wo er zur Geschichte der DDR und der DDR-Opposition forschte. Klein ist Mitglied der Historischen Kommission der Partei Die Linke.

## Werke
- 1991: Keine Opposition. Nirgends? Linke in Deutschland nach dem Sturz des Realsozialismus.  (Zusammen mit Vera Vordenbäumen (Herausgeberin) als Herausgeber), Ch. Links Verlag, Berlin, ISBN 978-3-86153-027-5.
- 1997: Visionen. Repression und Opposition in der SED (1949–1989). (Gemeinsam mit Wilfriede Otto und Peter Grieder), 1997, ISBN 3-930842-05-X.
- 2002: „Für die Einheit und Reinheit der Partei“. Die innerparteilichen Kontrollorgane der SED in der Ära Ulbricht. Köln/Weimar/Wien, ISBN 3412134015 (Digitalisat auf zeitgeschichte-digital.de.)
- Frieden und Gerechtigkeit. Die Politisierung der unabhängigen Friedensbewegung in Ost-Berlin während der 80er Jahre Köln/Weimar/Wien, 2007, ISBN 978-3-412-02506-9 (Digitalisat auf zeitgeschichte-digital.de.)
- 2009: „Das Land ist still - noch!“ Herrschaftswandel und politische Gegnerschaft in der DDR (1971–1989). (gemeinsam mit Leonore Ansorg, Bernd Gehrke, Danuta Kneipp), Köln, ISBN 978-3-412-14306-0
- 2009: SEW – Die Westberliner Einheitssozialisten. Eine „ostdeutsche“ Partei als Stachel im Fleische der „Frontstadt“? Ch. Links Verlag, Berlin, ISBN 978-3-86153-559-1 (2011: ISBN 978-3-86284-126-4)